# Synagoge (Strančice)
Koordinaten: 49° 56′ 53″ N, 14° 40′ 38,4″ O

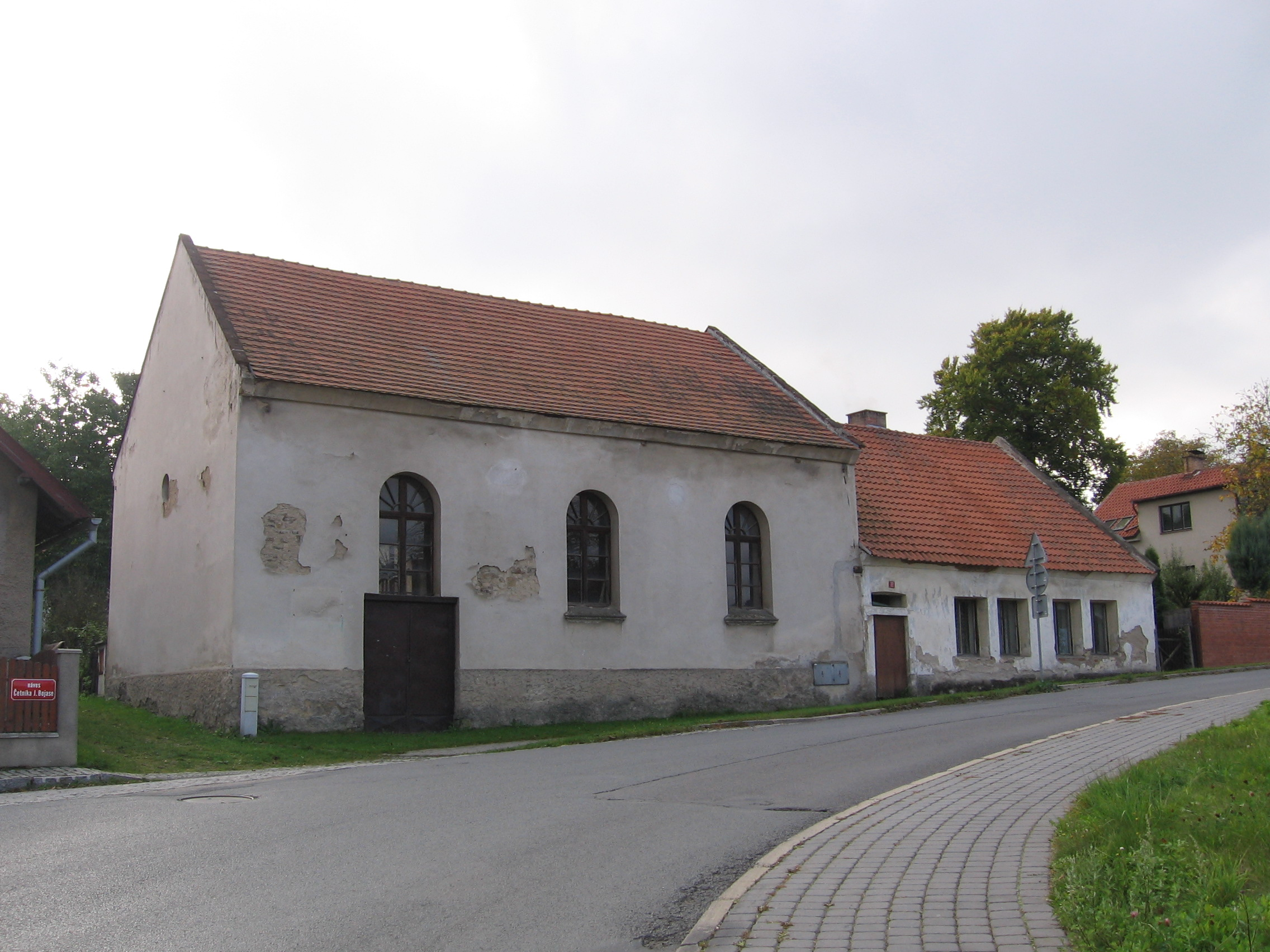
Ehemalige Synagoge in Strančice

Die Synagoge in Strančice,  einer tschechischen Gemeinde im Okres Praha-východ in der Mittelböhmischen Region, wurde 1849 errichtet. 
Die Synagoge mit der Adresse Revoluční 32 ist seit 1988 ein geschütztes Kulturdenkmal.
Das Gebäude mit Rundbogenfenstern dient seit langer Zeit als Lagerraum.